# Condado de South Dublin
South Dublin, Dublin do Sul ou, na sua forma portuguesa, Dublim do Sul (em irlandês Áth Cliath Theas) é um condado da República da Irlanda, na província de Leinster, no leste do país. Resultou da subdivisão do Condado de Dublin para fins administrativos em 1994.
Seus limites são o Condado de Fingal a norte, a cidade de Dublin a nordeste, o Condado de Dun Laoghaire-Rathdown a leste, Condado de Wicklow ao sul e o Condado de Kildare a oeste.
A sede da administração local fica em Tallaght.